# Wondklaver
De wondklaver (Anthyllis vulneraria) is een overblijvend kruid uit de vlinderbloemenfamilie (Leguminosae), die zich vaak als eenjarige plant gedraagt. Het woord 'wond-' in de naam geeft aan dat de plant in de volksgeneeskunde gebruikt werd om wonden te genezen.

## Kenmerken
Het is een erg variabele soort: soms kruipt hij, soms groeit hij rechtop. De plant is bedekt met zilverkleurige haartjes. De bloem is normaal gesproken geel, maar kan ook oranje, rood of roze zijn. Aan zee komt zelfs een witte variant voor.
De plant vormt bolvormige hoofdjes met een doorsnede van 2–4 cm, die van mei tot de herfst bloeien. Het blad is oneven geveerd. Het topblaadje is het grootst. Verder zijn er vier of vijf paar deelblaadjes. De vrucht van de wondklaver is een platte peul van 3 mm lang.

## Verspreiding
De wondklaver komt voor op droge zand- en kalkhoudende grond, bijvoorbeeld in de duinen. In Nederland is de wondklaver vrij zeldzaam.

## Ecologie
Wondklaver is een waardplant voor de dagvlinders dwergblauwtje en klaverblauwtje, en de microvlinder Aproaerema anthyllidella.

## Afbeeldingen

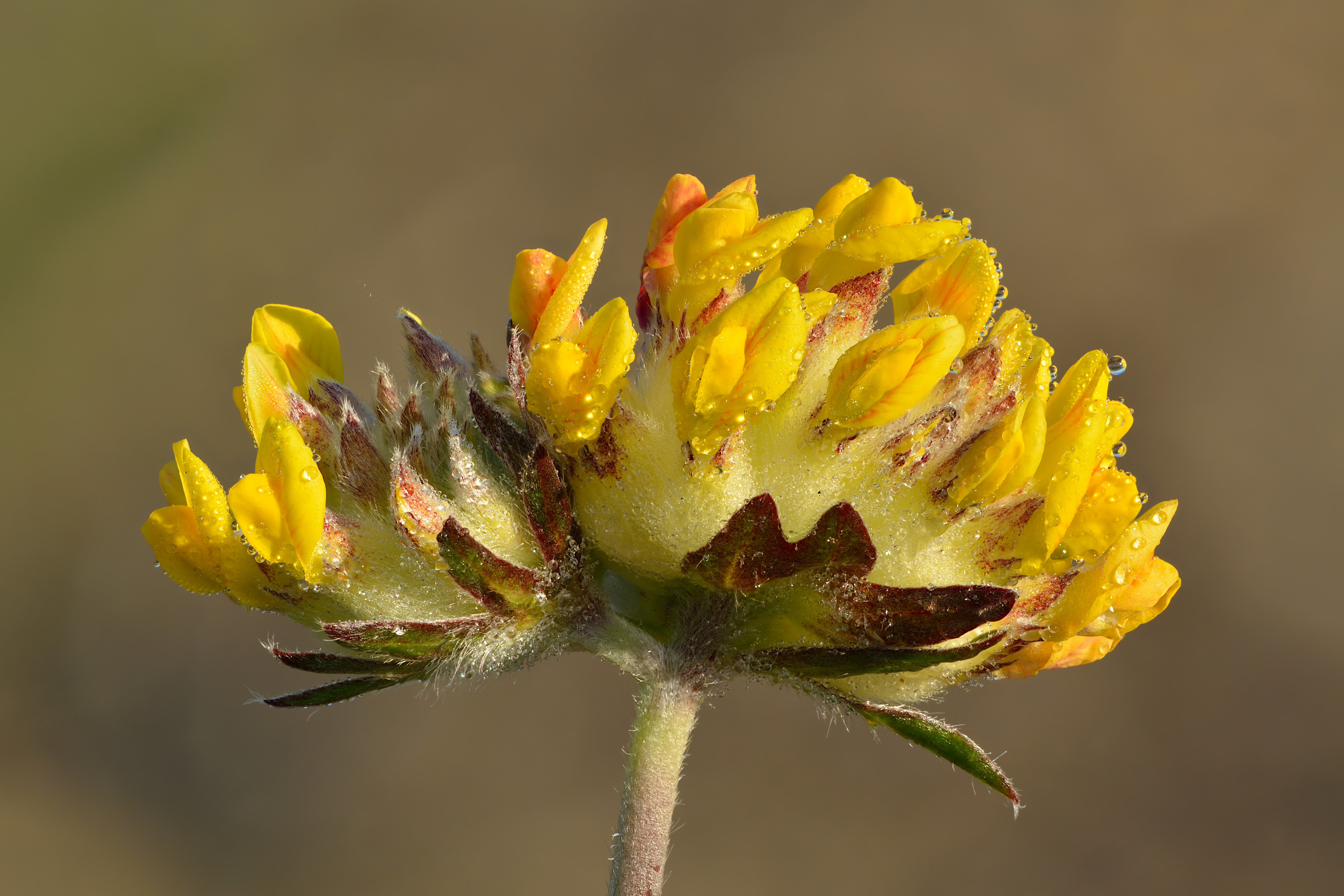
Bloeiwijze
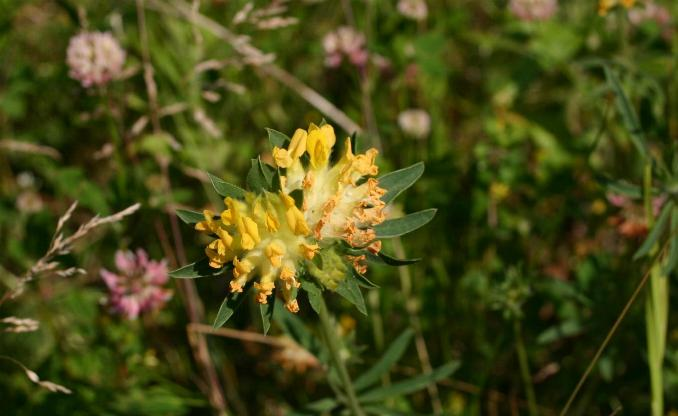
bloemhoofd
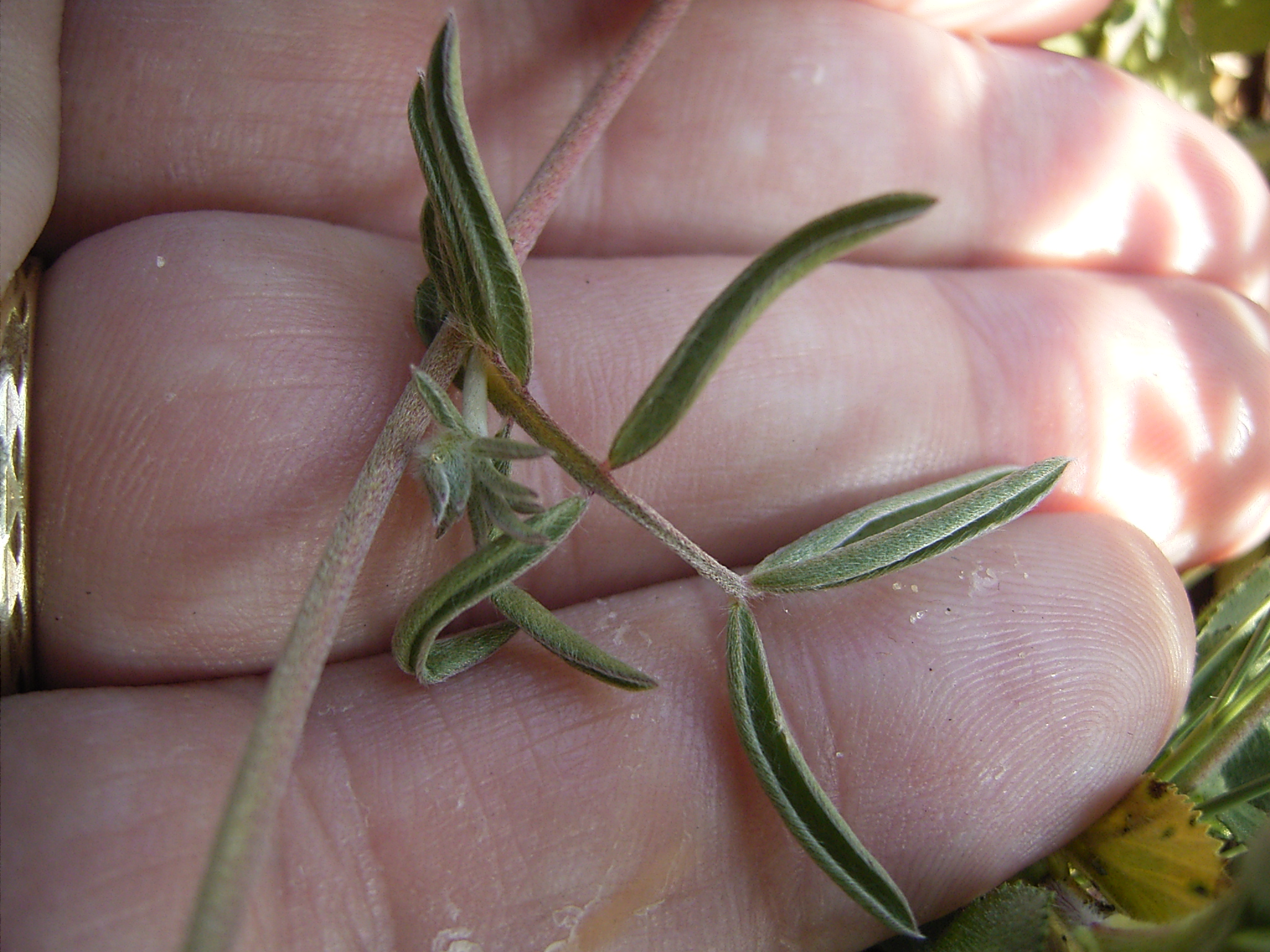
bladeren
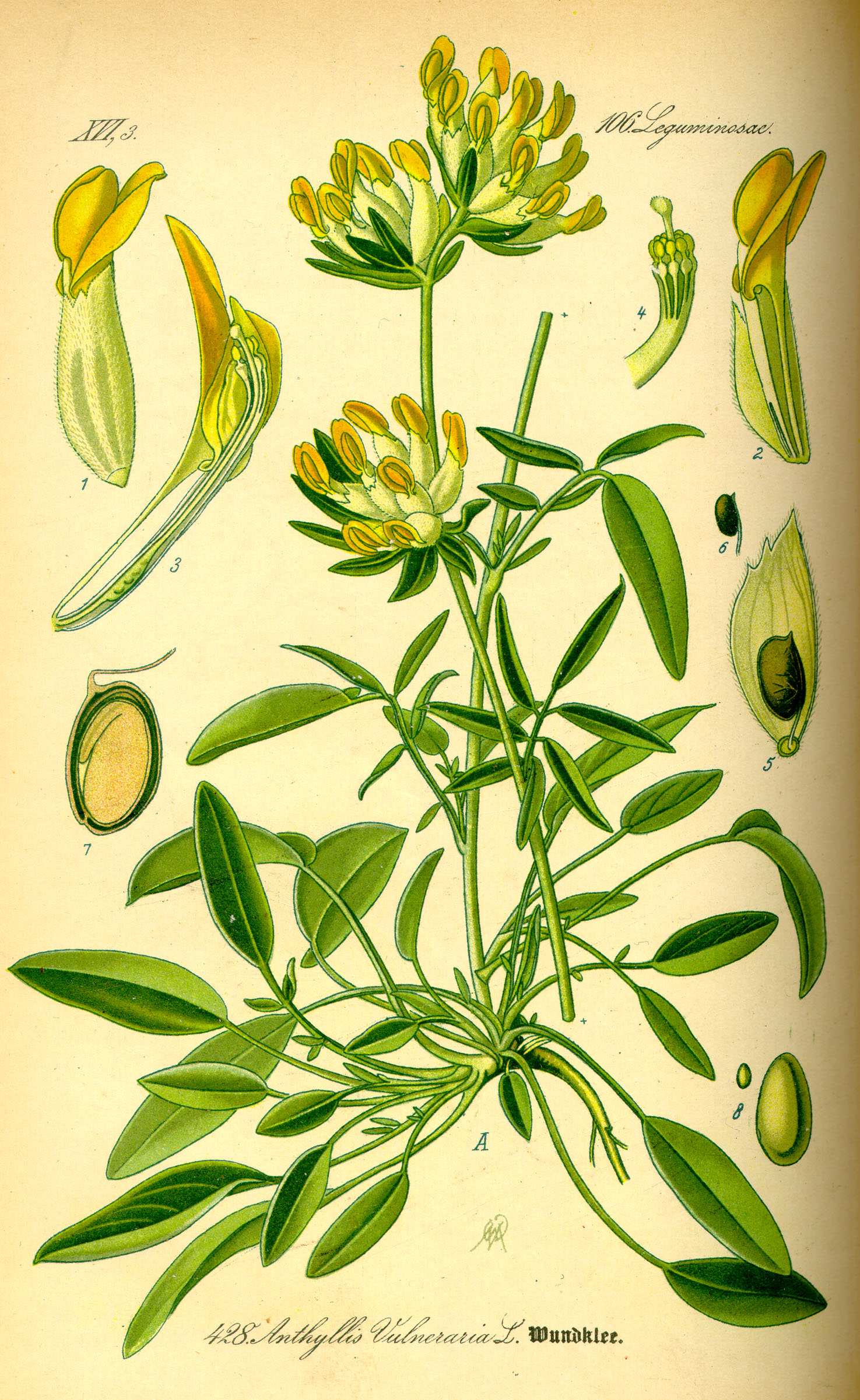
Wondklaver

... · 
A. barba-jovis (Witte struikwondklaver) · 
A. vulneraria (Wondklaver) · 
...